# Municipio de Caldwell (Carolina del Norte)
El municipio de Caldwell (en inglés: Caldwell Township) es un municipio ubicado en el  condado de Catawba en el estado estadounidense de Carolina del Norte. En el año 2010 tenía una población de 7722 habitantes.

## Geografía
El municipio de Caldwell se encuentra ubicado en las coordenadas 35°35′21.48″N 81°8′42.29″O / 35.5893000, -81.1450806.